# Ластик (Канталь)
Ласти́к (фр. и окс. Lastic) — коммуна во Франции, находится в регионе Овернь. Департамент — Канталь. Входит в состав кантона Сен-Флур-Нор. Округ коммуны — Сен-Флур.
Код INSEE коммуны — 15097.
Коммуна расположена приблизительно в 430 км к югу от Парижа, в 75 км южнее Клермон-Феррана, в 65 км к востоку от Орийака.

## Население
Население коммуны на 2008 год составляло 112 человек.
| 1962 | 1968 | 1975 | 1982 | 1990 | 1999 | 2008 |
| ---- | ---- | ---- | ---- | ---- | ---- | ---- |
| 191  | 217  | 190  | 159  | 135  | 130  | 112  |

## Экономика

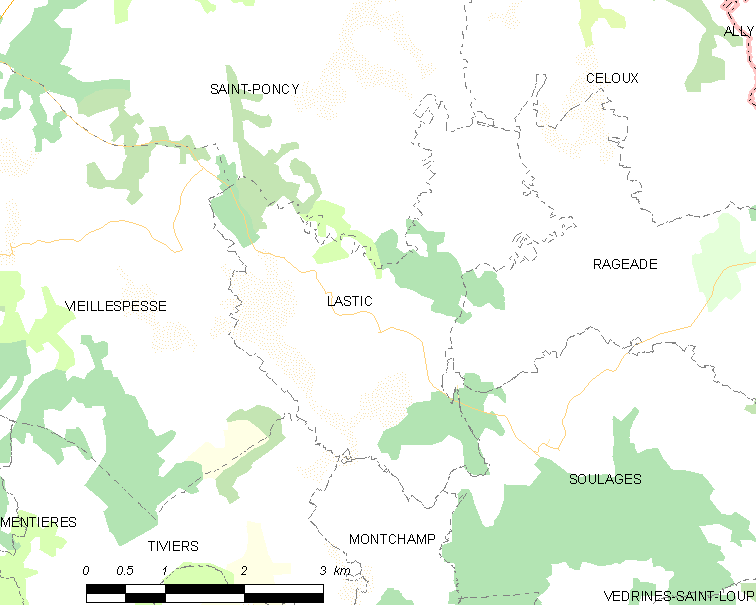
Карта коммуны

В 2007 году среди 59 человек в трудоспособном возрасте (15—64 лет) 50 были экономически активными, 9 — неактивными (показатель активности — 84,7 %, в 1999 году было 65,3 %). Из 50 активных работали 48 человек (30 мужчин и 18 женщин), безработных было 2 (1 мужчина и 1 женщина). Среди 9 неактивных 2 человека были учениками или студентами, 5 — пенсионерами, 2 были неактивными по другим причинам.